# Equal Rights
| Recensione       | Giudizio        |
| ---------------- | --------------- |
| AllMusic         | [ 1 ]           |
| Robert Christgau | B+              |
| Sputnikmusic     | 4.1 (Excellent) |
| Pop Matters      | [ 4 ]           |

Equal Rights è il secondo album da solista del cantante reggae giamaicano Peter Tosh, pubblicato dalla CBS e dalla Virgin Records nel 1977. Il lavoro porta al successo il cantante da solista, e si rivela un disco militante nella religione rastafari, parlando della diaspora africana in African, delle condizioni dei neri in Sudafrica in Apartheid, rendendo così l'album molto politico.

## Tracce
Brani composti da Peter Tosh, eccetto dove indicato.
Lato A
1. Get Up, Stand Up – 3:29 (Bob Marley, Peter Tosh)
2. Downpressor Man – 6:25
3. I Am That I Am – 4:28
4. Stepping Razor – 5:47 (Joe Higgs)

Lato B
1. Equal Rights – 5:58
2. African – 3:41
3. Jah Guide – 4:29
4. Apartheid – 5:31

Edizione CD del 1999, pubblicato dalla Columbia Records (CK 65923)
Brani composti da Peter Tosh, eccetto dove indicato.
1. Get Up, Stand Up – 3:29 (Bob Marley, Peter Tosh)
2. Downpressor Man – 6:25
3. I Am That I Am – 4:28
4. Stepping Razor – 5:47 (Joe Higgs)
5. Equal Rights – 5:58
6. African – 3:41
7. Jah Guide – 4:29
8. Apartheid – 5:31
9. Pick Myself Up (Live) – 7:11 – Bonus Track - Versione Live, registrato durante un Live Tour nel 1982
10. African (Live) – 4:45 – Bonus Track - Versione Live, registrato durante un Live Tour nel 1982

## Musicisti
- Peter Tosh - voce, chitarra, tastiere
- Peter Tosh - clavinet (brani: I Am That I Am, African, Jah Guide, Apartheid)
- Peter Tosh - percussioni (brani: Get Up, Stand Up, Downpressor Man, Apartheid)
- Peter Tosh - tamburello (brano: I Am That I Am)
- Bunny Wailer - accompagnamento vocale, cori
- Al Anderson - chitarra solista (brani: Get Up, Stand Up, Stepping Razor, Jah Guide)
- Karl Pitterson - chitarra solista (brani: Downpressor Man, Apartheid)
- Abdul Wali - chitarra solista (brano: Stepping Razor)
- Earl Wire Lindo - tastiere (brani: Get Up, Stand Up, Downpressor Man, Stepping Razor, Apartheid)
- Tyron Downie - tastiere (brani: I Am That I Am, African, Jah Guide)
- Bobby Ellis - tromba (brani: I Am That I Am, African, Jah Guide)
- Dirty Harry (Richard Hall) - sassofono tenore (brani: I Am That I Am, African, Jah Guide)
- Harold Butler - clavinet (brano: Equal Rights)
- Robbie Shakespeare - basso
- Sly Dunbar - batteria (brani: Get Up, Stand Up, Downpressor Man, Stepping Razor, Equal Rights e Apartheid)
- Carlton Barrett - batteria (brani: I Am That I Am, African e Jah Guide)
- Skully (Noel Simms) - percussioni (brani: Get Up, Stand Up, Downpressor Man, Apartheid)

Note aggiuntive
- Peter Tosh - produttore
- Ozzie Brown e Herbie Miller - coordinatori alla produzione
- Registrato al Randy's Studio di Kingston, Jamaica
- Sovraincisioni effettuate a Kingston in Jamaica presso gli studi: Aquarius, Joe Gibbs ed al Dynamic Sound
- Karl Pitterson - ingegnere delle registrazioni e del remixaggio
- Alex Sadkin e Jack Nuber - ingegneri del remixaggio
- Mixaggio effettuato al Criteria, Studio B di Miami, Florida, Stati Uniti
- Masterizzazione effettuata al Columbia Recording Studio di New York, Stati Uniti
- Kim Gottlieb - fotografia copertina frontale album
- Ritch Barnes, Fikisha Jahliyl Cumbo e Kim Gottlieb - fotografie retrocoprtina album
- Andy Engel - design album[5]